# (37356) 2001 TY187
2001 TY187 (asteroide 37356) é um asteroide da cintura principal. Possui uma excentricidade de 0.08642440 e uma inclinação de 3.31697º.
Este asteroide foi descoberto no dia 14 de outubro de 2001 por LINEAR em Socorro.